# Teorema de Heine-Cantor
En matemáticas, el teorema de Heine-Cantor, llamado así por deberse a Eduard Heine (1821 - 1881) y Georg Cantor, establece que, si {\displaystyle f:M\rightarrow N} es una función continua entre dos espacios métricos y {\displaystyle M} es compacto, entonces {\displaystyle f} es uniformemente continua en {\displaystyle M}.
En particular, se tiene que toda función real continua definida en un intervalo cerrado y acotado {\displaystyle f\colon [a,b]\rightarrow \mathbb {R} } es uniformemente continua, pues {\displaystyle [a,b]} es compacto.

## Demostración
La continuidad uniforme de una función se expresa como:
{\displaystyle \forall \varepsilon >0\ \exists \delta >0\ \forall x,y\in M:\left(d_{M}(x,y))<\delta \Rightarrow d_{N}(f(x),f(y))<\varepsilon \right),}
donde {\displaystyle d_{M}}, {\displaystyle d_{N}} son las funciones distancia en los espacios métricos {\displaystyle M} y {\displaystyle N}, respectivamente. Si ahora asumimos que {\displaystyle f} es continua en el espacio métrico compacto {\displaystyle M} pero no uniformemente continua, llegaremos a contradicción. La negación de la continuidad uniforme de {\displaystyle f} queda así ({\displaystyle \wedge } denota la conjunción lógica "y"):
{\displaystyle \exists \varepsilon _{0}>0\ \forall \delta >0\ \exists x,y\in M:\left(d_{M}(x,y)<\delta \wedge d_{N}(f(x),f(y))\geq \varepsilon _{0}\right).}
Fijando este {\displaystyle \varepsilon _{0}}, para todo {\displaystyle \delta } positivo tenemos un par de puntos {\displaystyle x} e {\displaystyle y} en {\displaystyle M} con las propiedades arriba descritas. Si elegimos {\displaystyle \delta =1/n} para {\displaystyle n=1,2,3,...} obtenemos dos sucesiones {\displaystyle \{x_{n}\},\{y_{n}\}} tales que
{\displaystyle d_{M}(x_{n},y_{n})<{\frac {1}{n}}\wedge d_{N}(f(x_{n}),f(y_{n}))\geq \varepsilon _{0}.}
Como {\displaystyle M} es compacto, el teorema de Bolzano-Weierstrass demuestra la existencia de dos subsucesiones convergentes ({\displaystyle x_{n_{k}}} a {\displaystyle x_{0}} y {\displaystyle y_{n_{k}}} a {\displaystyle y_{0}}). Se sigue que para todo {\displaystyle k\in \mathbb {N} }
{\displaystyle d_{M}(x_{n_{k}},y_{n_{k}})<{\frac {1}{n_{k}}}\wedge d_{N}(f(x_{n_{k}}),f(y_{n_{k}}))\geq \varepsilon _{0}.}
Pero como {\displaystyle f} es continua y {\displaystyle x_{n_{k}}} e {\displaystyle y_{n_{k}}} convergen en el mismo punto, esta afirmación no puede ser cierta. La contradicción prueba que nuestra suposición de que {\displaystyle f} no es uniformemente continua es absurda: entonces {\displaystyle f} debe ser uniformemente continua en {\displaystyle M} como afirma el teorema. {\displaystyle \quad \square }